# Хипотетичко-дедуктивна теорија
Хипотетичко-дедуктивна теорија је тип теорије карактеристичан за формалне науке које теоријски систем изграђују на строго дедуктиван начин, полазећи од извесног минималног броја основних постулата и аксиома до система међусобно повезаних теорема које покривају читаву област једне науке или дисциплине.